# Anthony Bourdain
Anthony Michael Bourdain (New York, 25 giugno 1956 – Kaysersberg-Vignoble, 8 giugno 2018) è stato un cuoco, gastronomo e scrittore statunitense, diventato famoso per la prima volta per il suo libro bestseller Kitchen Confidential: Adventures in the Culinary Underbelly (2000).

## Biografia
Anthony Michael Bourdain nacque a Manhattan il 25 giugno 1956 dal padre Pierre (deceduto nel 1987), un dirigente di musica classica della Columbia Records, e dalla madre Gladys (nata Sacksman), una redattrice del New York Times. Qualche anno dopo di lui nacque il fratello minore Christopher. Crebbe a Leonia, nel New Jersey. I nonni paterni di Bourdain erano francesi (il bisnonno Aurélien Bourdain nacque in Brasile da genitori francesi), il nonno Pierre Michel Bourdain emigrò infatti da Arcachon a New York dopo la prima guerra mondiale. 
Descrivendo la sua infanzia nei suoi libri, Bourdain dichiarò di non essere stato cresciuto con un’educazione religiosa, sebbene il padre fosse cattolico e la madre ebrea. In uno dei suoi libri, Medium Raw: A Bloody Valentine to the World of Food and the People Who Cook, affermò infatti: “Dio non è mai stato menzionato, quindi non ero infastidito né dalla chiesa né da alcuna nozione di peccato o dannazione".
Bourdain trascorse la maggior parte della sua infanzia a Leonia, nel New Jersey, e durante la gioventù fu membro dei Boy Scouts of America.

## Carriera

### Culinaria
Diplomato al Culinary Institute of America, ha lavorato in famosi ristoranti di New York e ha firmato numerosi articoli sui quotidiani quali The New York Times, The Times, The Observer, Scotland on Sunday, The Face, Limb by Limb, Black Book, The Independent ed ha contribuito inoltre al Food Arts Magazine.
Il suo articolo Don't Eat Before Reading This, pubblicato sul New Yorker nel 1999, ha attirato l'attenzione dei media statunitensi e inglesi e gettato le basi per la sua serie televisiva Anthony Bourdain: Viaggio di un cuoco, la quale a sua volta lo ispirò alla scrittura del libro Il viaggio di un cuoco, pubblicato nel 2001 e vincitore, l'anno seguente, del premio Guild of food writers award for Food book of the Year.
È stato capocuoco al Brasserie Les Halles di Manhattan.

### Libri e articoli
A metà degli anni '80, Bourdain iniziò a inviare lavori non richiesti per la pubblicazione a Between C & D, una rivista letteraria del Lower East Side. La rivista alla fine pubblicò un pezzo che Bourdain aveva scritto su uno chef che stava cercando di acquistare eroina nel Lower East Side. Nel 1985, Bourdain si iscrisse a un seminario di scrittura con Gordon Lish. Nel 1990, Bourdain ha ricevuto un piccolo anticipo del libro da Random House.
Il suo primo libro, un mistero culinario Bone in the Throat, è stato pubblicato nel 1995. Ha pagato il suo tour del libro, ma non ha avuto successo. Anche il suo secondo libro del mistero, Gone Bamboo, ha registrato scarse vendite. 
È invece un bestseller del New York Times del 2000 Kitchen Confidential: Adventures in the Culinary Underbelly. Si trattava di un'espansione del suo articolo del New Yorker del 1999 "Don't Eat Before Reading This". 

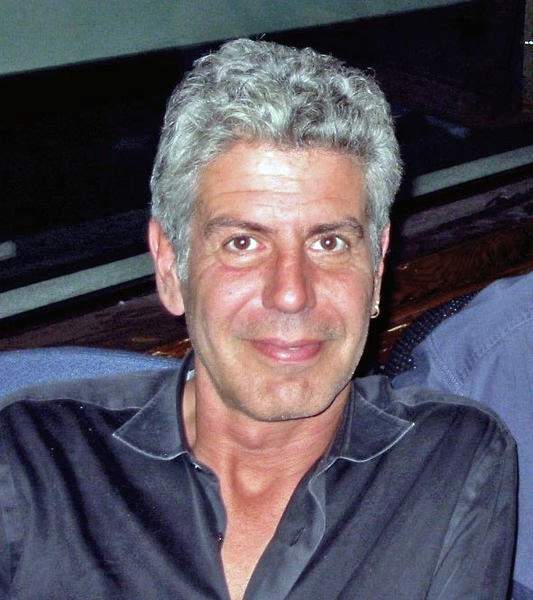
Bourdain nel 2007

Nel 2010 ha pubblicato Medium Raw: A Bloody Valentine to the World of Food and the People Who Cook, un libro di memorie e seguito del libro Kitchen Confidential. Ha quindi scritto altri due libri di saggistica di successo: A Cook's Tour: Global Adventures in Extreme Cuisines nel 2001, un resoconto delle sue imprese alimentari e di viaggio in tutto il mondo, scritto insieme alla sua prima serie televisiva con lo stesso titolo. 
Nel 2006, Bourdain ha pubblicato The Nasty Bits, una raccolta di 37 aneddoti e saggi esotici, provocatori e divertenti, molti dei quali incentrati sul cibo e organizzati in sezioni denominate per ciascuno dei cinque sapori tradizionali, seguite da una narrativa di 30 pagine pezzo ("A Chef's Christmas"). Pubblicò anche un'ipotetica indagine storica, Typhoid Mary: An Urban Historical, su Mary Mallon, una cuoca irlandese che si credeva avesse infettato 53 persone con la febbre tifoide tra il 1907 e il 1938.
Nel 2007, Bourdain ha pubblicato No Reservations: Around the World on an Empty Stomach,  coprendo le esperienze delle riprese e le fotografie delle prime tre stagioni dello spettacolo e della sua troupe al lavoro durante le riprese della serie. Il suo blog per la terza stagione di Top Chef è stato candidato per un Webby Award per il miglior blog (nella categoria Culturale/Personale) nel 2008. Nel 2012, ha co-scritto la graphic novel originale Get Jiro! insieme a Joel Rose, con i disegni di Langdon Foss.
Nel 2015, Bourdain è entrato a far parte della pubblicazione di viaggi, cibo e politica Roads & Kingdoms come unico redattore generale del sito. Negli anni successivi, Bourdain ha contribuito al sito e ha curato la serie Dispatched By Bourdain. Bourdain e Roads & Kingdoms hanno anche collaborato alla serie digitale Explore Parts Unknown, che è stata lanciata nel 2017 e ha vinto un Primetime Emmy Award nel 2018. 

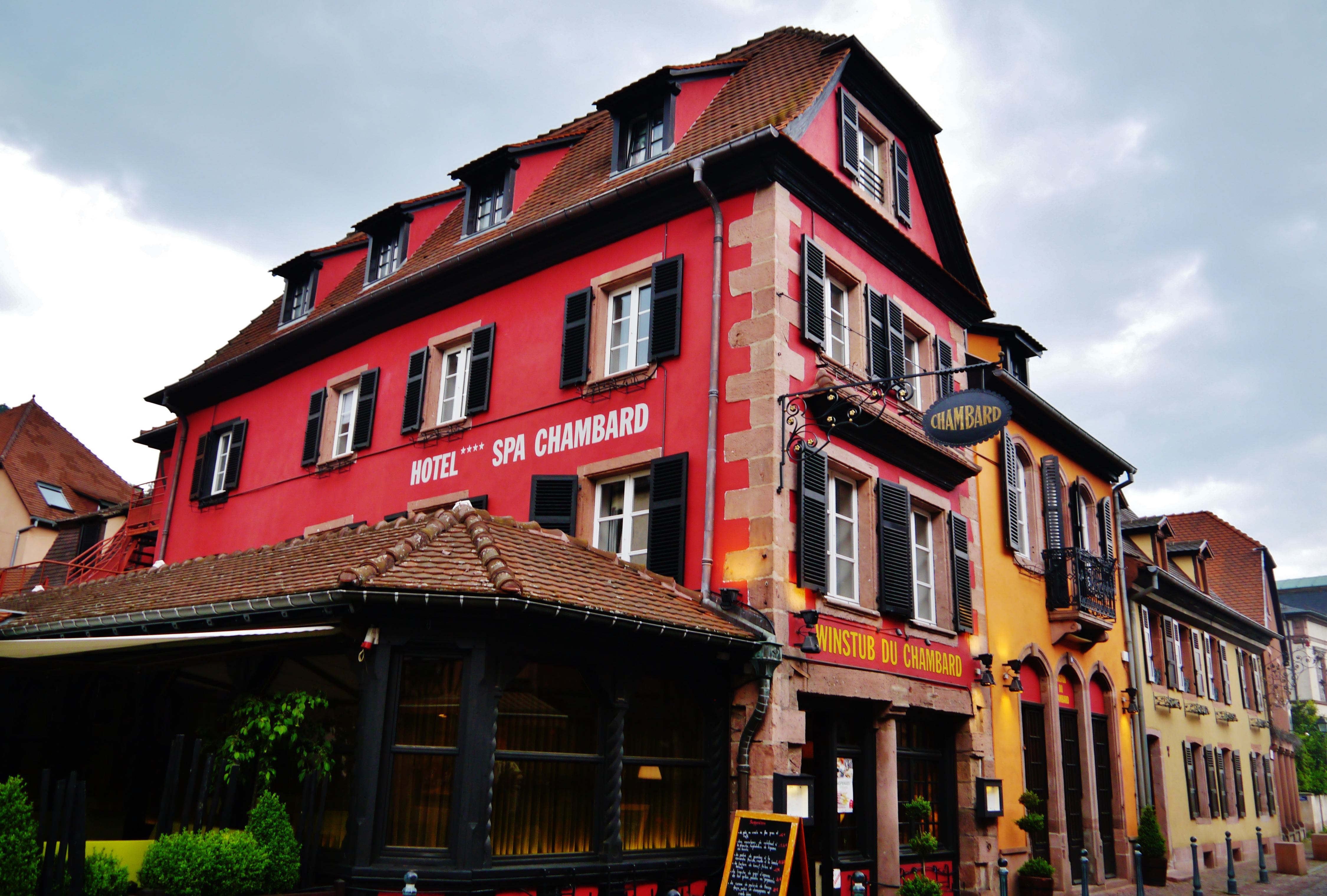
L'Hotel Chambard a Kaysersberg, in Alsazia, Francia (foto del 2015), dove Bourdain fu trovato morto

### Morte
Anthony Bourdain si suicida l'8 giugno 2018. Si è ucciso usando la cinta di un accappatoio nel bagno della sua camera dell'hotel "Le Chambard" a Kaysersberg, vicino a Strasburgo, in Francia.

## Vita privata
Si è sposato due volte, entrambi i matrimoni sono finiti col divorzio. La prima volta con un ex compagna di scuola quando frequentava il liceo
Dwight-Englewood School, Nancy Putkoski. La coppia si è sposata nel 1985 ed è rimasta insieme per due decenni, divorziando nel 2005.
Il 20 aprile 2007 ha sposato Ottavia Busia, che in seguito è diventata un'artista marziale mista.  La figlia della coppia, Ariane, è nata nel 2007. Bourdain ha detto che il dover stare lontano dalla sua famiglia per 250 giorni all'anno per lavorare ai suoi programmi televisivi ha messo a dura prova il loro rapporto. Busia è apparsa in diversi episodi di No Reservations, in particolare quelli in Toscana, Roma, Rio de Janeiro, Napoli e la sua città natale della Sardegna. La coppia si è separata nel 2016.
Quell'anno, nel 2016, Bourdain ha incontrato l'attrice italiana Asia Argento durante le riprese dell'episodio romano di Parts Unknown.  La coppia è stata legata sentimentalmente.

## Televisione
- A Cook's Tour, Food Network (2002-2003)
- Anthony Bourdain: No Reservations[14], Travel Channel (2005-2012)
- Top Chef, Bravo (2006-2008) – Ospite
- Top Chef: All-Stars, Bravo (2010) – Giudice
- The Layover, Bravo (2011-2013)
- Anthony Bourdain: Parts Unknown, CNN (2013-2018)

## Film
Bourdain apparve nel film La grande scommessa (The Big Short) del 2015, regia di Adam McKay, interpretando il ruolo di sé stesso mentre spiega il significato di CDO (Collateralized debt obligation) usando un'analogia con la zuppa di pesce.

## Opere
- Bone in the Throat, Marsilio, 2007 [1995].[17]
- Gone Bamboo (Un paradiso da morire Rizzoli ed.), 1997.[18]
- Kitchen Confidential. Avventure gastronomiche a New York, Feltrinelli, 2000.[19]
- Il viaggio di un cuoco - Feltrinelli, 2014 - ISBN 9788871081892
- Les Halles Cookbook, 2004.
- Avventure agrodolci, Feltrinelli, 2013, ISBN 978-88-07-88326-2.
- Tokio Redux, Feltrinelli, 2015, ISBN 978-88-588-5402-0.

## Fumetti
- Get Jiro!, Anthony Bourdain e Joel Rose (testi) - Langdon Foss (disegni), graphic novel, editore: Vertigo (imprint della DC Comics), distribuita il 27 giugno 2012[20].
- Get Jiro: Blood and Sushi, Anthony Bourdain e Joel Rose (testi) - Ale Garza (disegni) - Dave Johnson (artista per la copertina), graphic novel (sequel di Get Jiro!), editore: Vertigo (imprint della DC Comics), distribuita il 21 ottobre 2015[21].
- Anthony Bourdain's Hungry Ghosts HC, Anthony Bourdain e Joel Rose (testi) - Sebastian Carol, Alberto Ponticelli, Vanessa del Rey, Mateus Santolouco, Leonardo Manco, Irene Koh, Paul Pope, Francesco Francavilla (disegni)[22], volume cartonato di 128 pp. che raccoglie la miniserie in 4 parti Hungry Ghosts pubblicata tra il 31 gennaio e il 25 aprile 2018, quest'edizione presenta dei contenuti esclusivi quali: nuove e originali ricette di Bourdain e una guida agli spettri del folklore giapponese che hanno ispirato i racconti horror narrati nell'opera[22], editore: Dark Horse Comics tramite l'imprint Berger Books, distribuito il 19 settembre 2018[22].